# ヤコビ和
数学におけるヤコビ和（ヤコビわ、英: Jacobi sum）とは、ディリクレ指標によって形成されるある種の指標和のことを言う。簡単な例として、ある素数 p を法とする二つのディリクレ指標 {\displaystyle \chi } と {\displaystyle \psi } に対するヤコビ和 {\displaystyle J(\chi ,\psi )} は、次のように定義される。
{\displaystyle J(\chi ,\psi )=\sum \chi (a)\psi (1-a).\,}
ここで和は p を法とする全ての剰余（ただし a も 1 − a も 0 でない場合の） a = 2, 3, ..., p − 1 についてとる。ヤコビ和はベータ関数の有限体における類似物である。このような和は円周等分の理論との関連で19世紀初頭にヤコビによって導入された。ヤコビ和は一般に、ガウス和 {\displaystyle g} の冪乗の積へと分解できる。例えば、指標 {\displaystyle \chi \psi } が非自明であるときに、{\displaystyle J(\chi ,\psi )=g(\chi )g(\psi )/g(\chi \psi )} となるが、これはベータ関数をガンマ関数で表す公式の類似である。非自明なガウス和 {\displaystyle g} の絶対値は p1/2 であるので、指標 {\displaystyle \chi \psi ,\chi ,\psi } が非自明であれば、{\displaystyle J(\chi ,\psi )} の絶対値もまた p1/2 となる。ヤコビ和 J の値が属する円分体は、非自明なガウス和 {\displaystyle g} の値が属する円分体よりも小さい。例えば {\displaystyle J(\chi ,\psi )} の被加数には 1の p 乗根は含まれないが、1 の (p − 1)-乗根の円分体に属する値が含まれる。ガウス和と同じように、ヤコビ和は円分体における素イデアル分解のことを知っている。このことについてはシュティッケルベルガーの定理を参照されたい。
{\displaystyle \chi } がルジャンドル記号である時は、{\displaystyle J(\chi ,\chi )=-\chi (-1)=-(-1)^{(p+1)/2}} となる。一般にヤコビ和の値は、対角形式の局所ゼータ関数に関連して現れる。ルジャンドル記号に関するヤコビ和の結果は、p 個の元からなる有限体上の射影直線である円錐断面上の点の数 p + 1 に対する公式を導く。1949年のアンドレ・ヴェイユの論文は、この議論に多くの注目を再び集めるものであった。実際、20世紀後半のハッセ＝ダベンポートの関係により、ガウス和の冪の性質は再び現代的な話題となっている。
Weil (1952) は、一般のヤコビ和による対角超曲面に対して局所ゼータ関数を記述できる可能性を指摘するとともに、ヤコビ和のヘッケ指標としての性質を示した。
これはアーベル多様体の虚数乗法が確立されるとともに、重要な概念となった。問題におけるヘッケ指標は、例えばフェルマー曲線のハッセ・ヴェイユのゼータ函数を表現する際に必要となるものであった。それらの指標の導手については、Weil によって未解決問題とされていたが、それらは後の研究によって決定された。